# Windpark Hohenruppersdorf-Spannberg
Der Windpark Hohenruppersdorf-Spannberg ist ein Windpark in den Gemeinden Hohenruppersdorf und Spannberg im Bezirk Gänserndorf (Niederösterreich). Er wurde 2005 errichtet und 2015/2016 erweitert. Weitere Erweiterungen sind in Planung.

## Lage
Der Windpark Hohenruppersdorf-Spannberg befindet sich im Südwesten des Gemeindegebietes von Spannberg bzw. im Osten der Gemeinde Hohenruppersdorf. Die ersten sechs Windkraftanlagen wurden grenzüberschreitend errichtet, wobei je drei Anlagen in den Gemeinden Hohenruppersdorf und Spannberg entstanden. Fünf der sechs ersten Anlagen liegen entlang des Rotenpüllenwegs auf einer Länge von rund 1,9 Kilometer verteilt. Die sechste Anlage wurde rund 900 Meter nördlich an der Flur "In der Gaisrüpp" auf dem Hohenruppersdorfer Gemeindegebiet neben einer Ölförderanlage aufgestellt.
Der Windpark Spannberg II liegt südlich des Windparks Hohenruppersdorf-Spannberg an der südlichen Gemeindegrenze zu Hohenruppersdorf sowie nördlich des Eichenwalds in der Flur Kemmelfeld. Die vier Windräder erstrecken sich von Nordosten nach Südwesten inmitten von Ackerflächen auf einer Länge von rund einem Kilometer.
Der Windpark Hohenruppersdorf II wurde nördlich sowie südlich des Windpark Hohenruppersdorf-Spannberg auf dem Gemeindegebiet von Hohenruppersdorf errichtet. Die zehn Anlagen verteilen sich auf einer Fläche von rund 265 Hektar inmitten von Ackerflächen.

## Geschichte
Der Windpark Hohenruppersdorf-Spannberg wurde von einer deutschen Planungsagentur projektiert. Da dem Unternehmen jedoch das Know-how über die Gesetzmäßigkeiten in Österreich fehlte, übernahm die WEB Windenergie gemeinsam mit Smart Energy das Projekt und plante den Windpark fertig. Der Windpark wurde 2005 eröffnet und umfasst sechs Windkraftanlagen, die zu gleichen Teilen zwischen den Projektbetreibern aufgeteilt wurden. WEB Windenergie erhielt die Anlagen auf dem Spannberger Gemeindegebiet (auch Spannberg I genannt), Smart Energy übernahm die Anlagen in Hohenruppersdorf (auch Hohenruppersdorf I genannt).
Im Herbst 2014 begann WEB Windenergie mit der Erweiterung des Windparks (Spannberg II), wobei der Windpark um vier Windkraftanlagen erweitert wurde. Die Windräder gingen 2015 in Betrieb, die offizielle Eröffnung erfolgt im September 2016.
Auf dem Gemeindegebiet von Hohenruppersdorf errichteten Smart Energy und Ventureal 10 weitere Windkraftanlagen, deren Eröffnung im Sommer 2016 gefeiert wurde. Die hier erstmals errichteten Vestas V126 Anlagen waren zu dieser Zeit die höchsten Windkraftanlagen in Österreich.
2016 erhielt die WEB Windenergie die Genehmigung zur Errichtung von vier weiteren Windkraftanlagen mit je 3,3 MW (Spannberg III). Die Genehmigung wurde 2020 auf vier Windkraftanlagen mit je 4.2 MW geändert. Drei der neu zu errichtenden Anlagen sollen zwischen den bestehenden Windkraftanlagen von Spannberg I und II entstehen, eine Windkraftanlage wurde etwas nördlich von Spannberg I positioniert.
Ein Beschluss des Gemeinderats von Spannberg im Juli 2018 für eine Erweiterung des Windparks um sieben weitere Anlagen im Bereich des Neusiedler Waldes (Spannberg IV) sorgte für Widerstand in Teilen der Gemeindebevölkerung von Spannberg. Bürgervertreter übergaben der Gemeinde im September 2018 einen von 160 Einwohnern unterzeichneten Initiativantrag, mit dem sie eine Volksbefragung forderten. Die nicht bindende Volksbefragung wurde in der Folge am 20. Jänner 2019 durchgeführt. Bei einer Wahlbeteiligung von 71 Prozent stimmten 67 Prozent der Wahlbeteiligten für die Flächenwidmung und damit den weiteren Ausbau der Windkraft in Spannberg.
Für den Windpark Hohenruppersdorf III erhielten Smart Energy und Ventureal 2017 die Genehmigung zur Errichtung von acht Windkraftanlagen. 2020 wurde die Änderung der Anlagentypen von acht Enercon E-126 EP4 auf Vestas V162-5.6 MW und Nordex N163/5.7 MW (je 4 Stück) beantragt. Die Nennleistung würde dadurch von 33,6 auf 45,2 MW steigen.

## Technik

### Windkraftanlagen
- Windpark Hohenruppersdorf-Spannberg: drei Anlagen des Typs Vestas V80 mit je 2 MW (Hohenruppersdorf) und drei Anlagen des Typs Vestas V 90 mit je 2 MW (Spannberg).
- Windpark Spannberg II: vier Anlagen des Typs Vestas V112 mit je 3.075 MW.
- Windpark Spannberg III: genehmigt wurden vier Anlagen des Typs Vestas V150 mit je 4,2 MW.
- Windpark Hohenruppersdorf II: zehn Anlagen des Typs Vestas, V126/3450 mit je 3.3 MW. Die Windräder besitzen eine Nabenhöhe von 137 Metern und einen Rotordurchmesser von 126 Metern.
- Windpark Hohenruppersdorf III: zehn Anlagen genehmigt, Errichtung von je vier Vestas V162-5.6 MW und Nordex N163/5.7 MW beantragt.

### Umspannwerk Spannberg
Im Herbst 2015 wurde in Spannberg ein Umspannwerk errichtet, das zum Anschluss neuer Windparks an das Versorgungsnetz dient. Für die Errichtung des Umspannwerks investierte die EVN-Tochter Netz NÖ rund 10 Millionen Euro, die Bauzeit betrug sechzehn Monate.